# 1752
1752 (MDCCLII) je bilo prestopno leto, ki se je po gregorijanskem koledarju začelo na soboto, po 11 dni počasnejšem julijanskem koledarju pa na sredo.

## Rojstva
- 5. maj - Johann Tobias Mayer, nemški fizik, matematik († 1830)
- 11. maj - Johann Friedrich Blumenbach, nemški antropolog, fiziolog († 1840)
- 18. september - Adrien-Marie Legendre, francoski matematik († 1833)
- 20. november - Leopold Layer, slovenski slikar († 1828)
- 23. november - Maksimilijan Vrhovac, zagrebški škof († 1827)

## Smrti
- 16. junij - Joseph Butler, angleški škof, filozof (* 1692)